# Víctor Bermúdez
Víctor Hugo Bermúdez Mastrángelo (16 de junio de 1941 - 1 de enero de 2003), fue un magistrado uruguayo, quien se desempeñó como miembro del Tribunal de lo Contencioso Administrativo desde 1996 hasta su muerte.

## Primeros años
Cursó estudios en la Facultad de Derecho de la Universidad de la República, donde se graduó como abogado en 1973.

## Juez de Paz en el interior
En mayo de 1973 inició su carrera judicial al ser designado Juez de Paz de la segunda sección judicial de Salto, con sede en la ciudad de Salto.

## Juez Letrado en el interior
En diciembre de 1974 fue ascendido al cargo de Juez Letrado de Artigas.
En febrero de 1976 fue trasladado al Juzgado Letrado de Tacuarembó y en octubre de dicho año al mismo cargo en Florida.

## Juez Letrado en la capital
En abril de 1978 ascendió a cumplir funciones en Montevideo, inicialmente como Juez Letrado Suplente.
En septiembre de 1978 pasó a desempeñarse como Juez Letrado en lo Penal de Primer Turno.
En diciembre de 1981 fue trasladado al Juzgado Letrado en lo Civil de 13° Turno.

## Tribunal de Apelaciones
En diciembre de 1987 recibió un nuevo ascenso al ser nombrado como uno de los integrantes del Tribunal de Apelaciones en lo Civil de Sexto Turno que acababa de crearse.Permaneció en dicho tribunal durante ocho años y medio.

## Tribunal de lo Contencioso Administrativo
El 27 de junio de 1996 la Asamblea General lo eligió, por 88 votos, como miembro del Tribunal de lo Contencioso Administrativo, para cubrir la vacante generada por el retiro de María Inés Varela de Motta. En primera instancia se proclamó que había obtenido 85 votos y que por ende el resultado había sido negativo,pero al día siguiente se rectificó la situación y se lo proclamó electo,prestando juramento el mismo 28 de junio.
Hubiera podido permanecer en el TCA hasta cumplir diez años en el cargo en 2006, pero falleció el 1 de enero de 2003, a los 61 años de edad.
Fue el tercer integrante en la historia de dicho tribunal en fallecer en el ejercicio de su cargo, después de Carlos Durán Rubio y José Julio Folle.
La vacante generada por su fallecimiento fue cubierta en abril de 2003 con el ingreso por antigüedad de Marta Battistella.